# 天主教欧纳波利斯教区
天主教歐納波利斯教區（拉丁語：Dioecesis Eunapolitana），是巴西一個天主教教區，位於巴伊亞州東南部八市，屬薩爾瓦多總教區。
教區成立於1996年6月12日，2006年有教友536,253人，佔總人口85.5%。有四十個堂區、司鐸四十五人。現任教區主教為若瑟·埃德森·桑塔納·德奧利韋拉。